# 夷隅市
もしかして
- いすみ市

ではありませんか？